# Lese (Bonn)

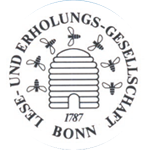
Logo

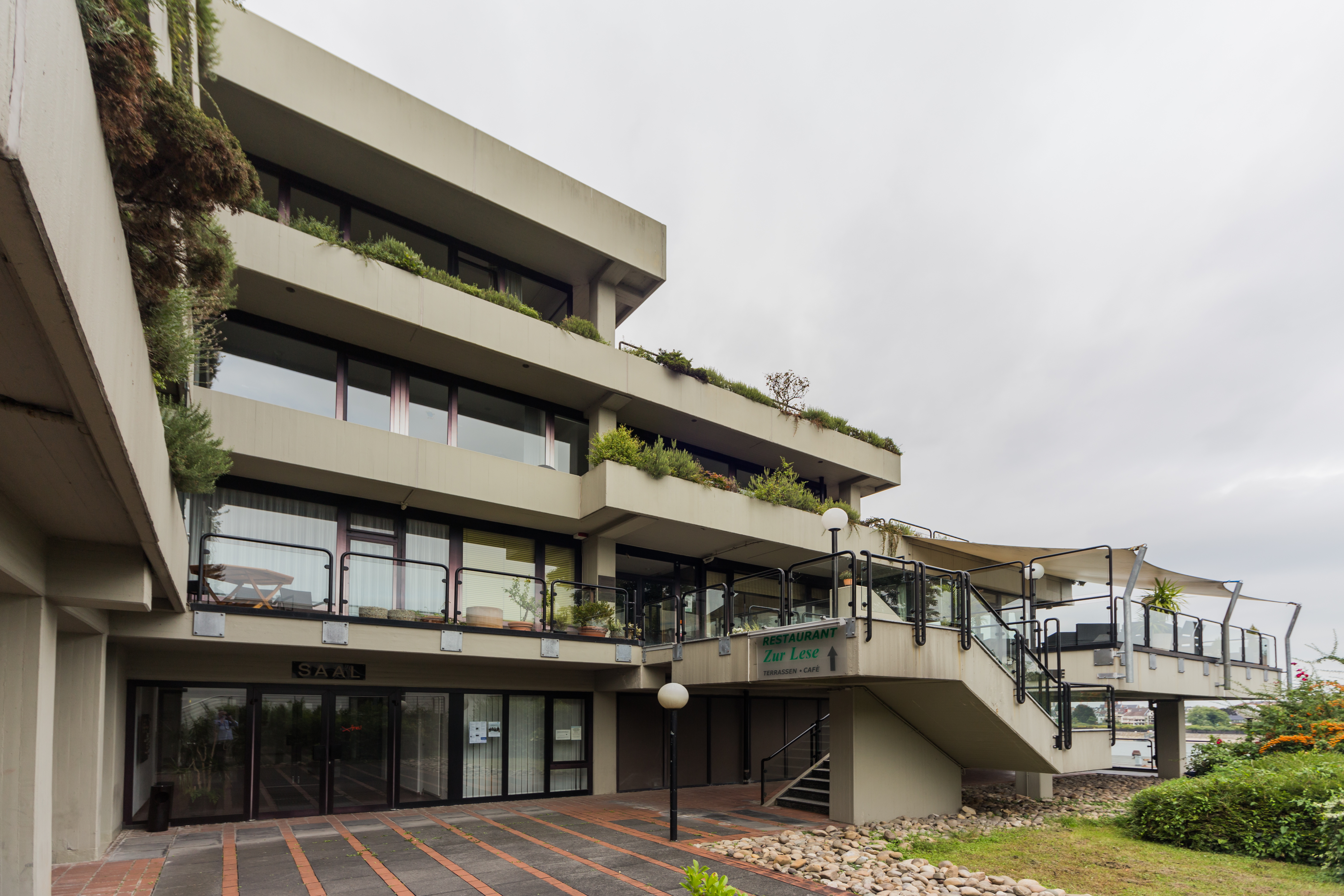
Ehemaliges Haus der Lese- und Erholungs-Gesellschaft, Eingang zum Saal und Aufgang zum Restaurant

Die Lese- und Erholungs-Gesellschaft von 1787 (kurz: Lese) ist ein altrechtlicher Verein in Bonn und steht in der Tradition einer Lesegesellschaft.

## Gründungsgeschichte
Nach Erfindung des modernen Buchdrucks war der Besitz gedruckter Vervielfältigungen wissenschaftlicher, philosophischer, zeitgeschichtlich kritischer und politischer Bücher, Aufsätze, Reden und Diskurse sowie Flugblätter, Schmähschriften und Pamphlete für jedermann möglich, sofern er über die notwendigen finanziellen Mittel verfügte. In der Epoche der Aufklärung, vor allem in letzten Drittel des 18. Jahrhunderts, schlossen sich interessierte Intellektuelle zusammen, um gemeinsam Schriften anzuschaffen und untereinander auszuleihen. Das Wissens-Monopol der Kirche war endgültig gefallen und es entwickelten sich im aufstrebenden Bildungsbürgertum, jetzt auch in Deutschland, verschiedene Vereinigungen, Logen und (Geheim)-Bünde wie Illuminaten, Rosenkreuzer und Freimaurer. In Bonn bestand eine 1775 gegründete Freimaurer-Loge nur rund drei Jahre. Eine 1781 etablierte Loge des Illuminatenordens, die Minervalkirche Stagira, löste sich 1785 wohl in Erwartung staatlicher Restriktionen auf, nachdem der Orden in Bayern verboten worden war. 
Nur zwei Jahre später, am 1. Dezember 1787 gründete eine Gruppe durch Bildung und Stand ausgezeichnete Männer eine Literarische Gesellschaft, der sie später den Namen „Lese-Gesellschaft“ gaben. Unter den ersten Mitgliedern waren die ehemaligen Illuminaten Nikolaus Simrock, Christian Gottlob Neefe, Franz Anton Ries. Erster Direktor war Clemens August von Schall.
Die Lese – diese Kurzbezeichnung (meist in Großbuchstaben, LESE, geschrieben) bürgerte sich allmählich ein – mietete zunächst Räume im Englischen Hof, dem damals renommiertesten Gasthof der Stadt; ab April 1788 war sie Mieter von Räumen in der zweiten Etage des Rathauses. Schon Anfang 1788 wurde der Kurfürst Max Franz von Österreich, der jüngste Sohn der Kaiserin Maria Theresia, Förderer und Protektor der Gesellschaft. Das Motto der Lese lautete: et sibi et aliis (lat. Sowohl für sich selbst, als auch für die Anderen); das Signet, ein freimaurerisches Symbol, zeigte einen Bienenstock, in dem fleißige Bienen den (Wissens)-Nektar sammeln und bewahren.
Angesichts herannahender französischer Truppen verließen der Kurfürst wie auch Graf Ferdinand von Waldstein, ein Freund und Förderer des jungen Beethoven und gewählter Direktor der Lese, die Stadt. Die Gesellschaftsversammlung – die Lese zählte 167 Mitglieder – beschloss am 28. September 1794 ihre Tätigkeit einzustellen (Suspension). Das Inventar wurde bei mehreren Mitgliedern untergestellt. Ab Anfang 1796 standen die Bibliotheksbestände, wieder zusammengefügt, zur Ausleihe zur Verfügung. Nach der Inbesitznahme und Neuordnung der linksrheinischen Gebiete durch die französische Republik fand am 11. Oktober 1789 die erste reguläre Mitgliederversammlung nach der Suspension in der Wohnung von Franz Gerhard Wegeler in der Bonngasse statt. Die Gesellschaft wurde neu konstituiert, zog aber erst im Frühjahr 1802 wieder in die früheren Räume im Rathaus ein, nachdem man sich zuvor in gemieteten Räumen an der Maargasse getroffen hatte. Im Unterschied zur ersten Zeit, in der in den Räumen noch ausschließlich gelesen und diskutiert worden war, vollzog sich, wie bei anderen Vereinigungen auch, ein allmählicher Wandel von einer aufklärerischen Lesegesellschaft zu einer geselligen Vereinigung, in der nun auch geraucht, getrunken und gespielt werden konnte; 1808 wurde ein Billardtisch aufgebaut.

## 1815 bis 1900
1818 wurde die Universität Bonn gegründet und die Mitgliederzahl stieg von Jahr zu Jahr. Fast die gesamte Professorenschaft (in 20 Jahren waren es über 100 Hochschullehrer), Angehörige des Oberbergamtes, Offiziere der preußischen Garnison, Fabrikanten und Bankiers nahmen als Mitglieder an den geselligen und kulturellen Veranstaltungen teil. Seit 1819 durften sie gelegentlich auch von Damen begleitet werden. Ein Gartenverein, ein Musikverein und ein Ballverein wurden zu festen Untergruppen.
1824 erwarb der Verein ein eigenes Domizil mit Garten, das 1831 um einen Anbau in Richtung Remigiusstraße (Verbindungsstraße vom Marktplatz zum Münsterplatz) mit Saal für Gesellschaften, Weinproben, Bälle und Restauration erweitert wurde. Die Lese wurde dadurch zum Tagungs- und Kongresszentrum der Stadt. Finanziert wurden die Vorhaben durch Freiwillige festverzinsliche Actien-Zeichnung der Mitglieder, eine Vorwegnahme des späteren Genossenschaftsgedankens. 
Aus dem Kreis der Lese-Mitglieder bildete sich der „Bonner Verein zur Errichtung von Beethovens-Monument“ (das Denkmal steht seit 1845 auf dem Münsterplatz); dessen Komitee gehörten nur Mitglieder der Lese an. 
Am 24. November 1897 bezog der Verein ein von dem Kölner Architekten Heinrich Rings geplantes Gesellschaftshaus in Form eines repräsentativen Stadtpalais am Ende des Hofgartens, das von der Koblenzer Straße (heute Adenauerallee 37/Ecke Erste Fährgase) bis zum Rheinufer reichte. Für die Gestaltung des Neubaus hatte der Bonner Architekt und Regierungsbaumeister Anton H. Zengeler wesentliche Anregungen geliefert. Es war mit einer Bibliothek, einem Festsaal und Gesellschaftsräumen (sowie Kellerräumen für die Fass- und Flaschenlagerung des eigenen Weinhandels) ausgestattet.

## Nach 1900
Die Lese blieb für die folgenden Jahrzehnte ein viel genutzter Ort für einen anregenden oder entspannten Aufenthalt. Den Ersten Weltkrieg überstand sie unbeschadet. Im Dezember 1918 wurde ein Teil der Räume jedoch vom englischen Militär beschlagnahmt, das 1919 von französischen Soldaten abgelöst wurde. Die Mitglieder trafen sich dennoch weiterhin in den ihnen verbliebenen Räumen des Gesellschaftshauses, bis im Zuge des Ruhrkampfes 1923 das gesamte Gebäude, von den Kellerräumen abgesehen, seitens der französischen Besatzung beschlagnahmt wurde. Bis zur Rückkehr im Sommer 1926 wurde ein anderes, der Gesellschaft gehörendes Haus in der Koblenzer Straße genutzt. Ungeachtet dieser Probleme verzeichnete die Lese einen gewaltigen Zulauf und im Jahr 1925 mit 836 ordentlichen Mitgliedern ihr Allzeithoch, was allerdings, so wird berichtet, dem Gemeinschaftsgefühl eher nicht zuträglich gewesen sei.
Am 18. Oktober 1944 wurde das Gesellschaftshaus im verheerendsten Luftangriff der Alliierten auf Bonn – gemeinsam mit einem Großteil der Innenstadt – fast vollständig zerstört. Die archivierten Dokumente aus der Zeit nach 1930 konnten danach in den Ruinen nicht mehr aufgefunden werden. 1951 wurde ein Teil des Trümmergrundstücks, auf dem dann die neue Universitätsbibliothek errichtet wurde, an das Land NRW veräußert, 1953 begann auf dem bei der Lese verbliebenen Grundstück der Bau eines (kleinen) Gesellschaftshauses am Rheinufer, die so genannte Pavillon-Lese. 
Gut 20 Jahre später entstand nach einem Entwurf des Bonner Architekten Ernst van Dorp eine Terrassenhausanlage als reiner Sichtbetonbau, deren gemeinsame Eigentümer der Evangelische Verwaltungsverband und die Lese wurden. Das 1976 bezogene Gebäude verfügte über eine gemeinsame Tiefgarage, einen gemeinsam nutzbaren Saal, einen Trakt mit Konferenzräumen sowie eine von der Lese genutzte Restaurantetage mit Rheinterrassen. Die Mitglieder der Lese kamen inzwischen zu einem beachtlichen Teil aus der hohen Ministerialbürokratie.
Nachdem die Gesellschaft über längere Zeit keinen neuen Pächter für das Restaurant gefunden hatte, verkaufte sie 2018 ihren Eigentumsanteil an den evangelischen Verwaltungsverband. Die großen Veranstaltungen für sämtliche Mitglieder (Neujahrskonzert, Vorträge etc.) finden weiterhin in dem Gebäude statt, in dem sich unverändert die Sekretariatsräume der Gesellschaft befinden.
Ein reiner Männerverein ist die Lese nicht mehr. Auch Frauen können Mitglied werden und sind seit einigen Jahren regelmäßig im Vorstand vertreten.
Die Lese ist auch nicht mehr als Eigentümer eines repräsentativen Prachtbaus das Tagungszentrum der Stadt. Sie hat im kulturellen Leben der Region indessen eine Sonderstellung behauptet, weil nirgendwo sonst in vergleichbarer Weise die Freude an anspruchsvollen Vorträgen, am Austausch über Literatur und Politik, an gemeinsamen Wanderungen und Spielen sowie an kulinarischen Begegnungen miteinander verbunden wird.

## Bekannte Mitglieder
in alphabetischer Folge
- Friedrich Wilhelm August Argelander, Astronom und Autor des Sternenkatalogs Bonner Durchmusterung
- Ernst Moritz Arndt, Schriftsteller und Hochschullehrer
- Hermann Aubin, Historiker
- Friedrich Christoph Dahlmann, Jurist, Mitglied der Frankfurter Nationalversammlung
- Franz Liszt, Pianist und Komponist
- Karl Marx, Philosoph und Publizist
- Christian Gottlob Neefe, Komponist
- Franz Anton Ries, Musiker und Komponist
- Clemens August von Schall, Kammerherr und Hauptmann, Mitbegründer und erster Vorsitzender
- August Wilhelm von Schlegel, Literatur- und Sprachforscher
- Eulogius Schneider, Professor an der Universität Bonn
- Nikolaus Simrock, Hofmusiker
- Graf Ferdinand Ernst von Waldstein, Geheimrat und Förderer Ludwig van Beethovens